# Cartierul George Bacovia din Bacău
George Bacovia este unul din cele 11 cartiere al municipiului Bacău. Se află în centrul orașului, lângă cartierele Mioriței, Centru și Bistrița-Lac.